# Nepenthes edwardsiana
Nepenthes edwardsiana är en tvåhjärtbladig växtart som beskrevs av Low och Joseph Dalton Hooker. Nepenthes edwardsiana ingår i släktet Nepenthes och familjen Nepenthaceae. Inga underarter finns listade i Catalogue of Life.

## Bildgalleri

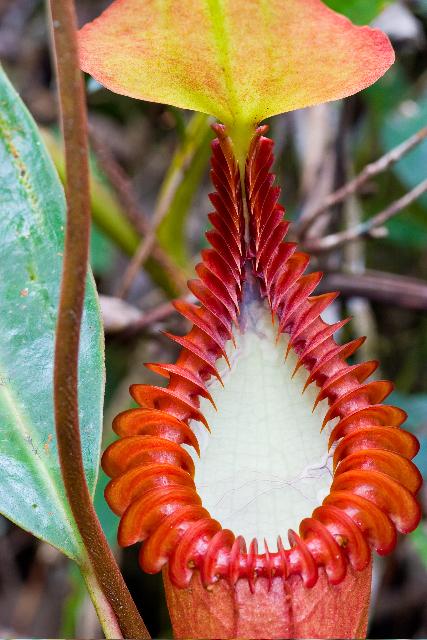
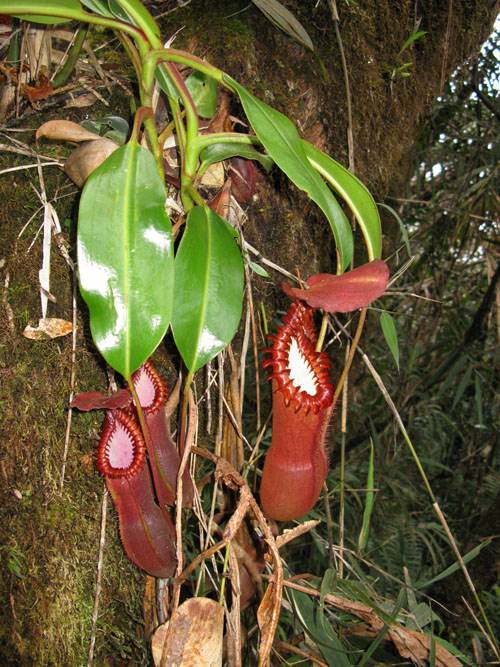
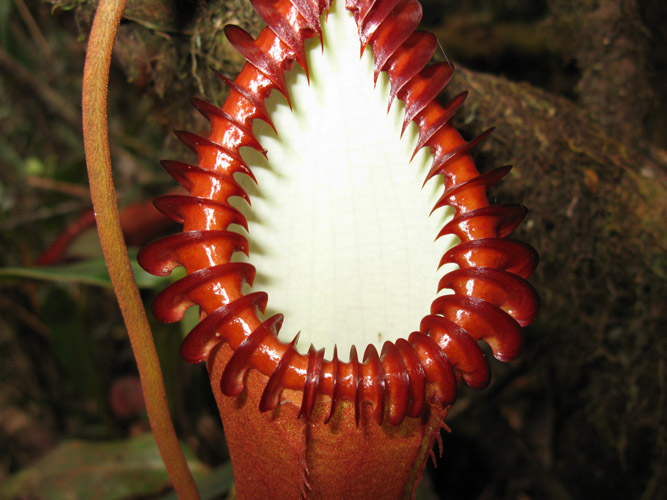
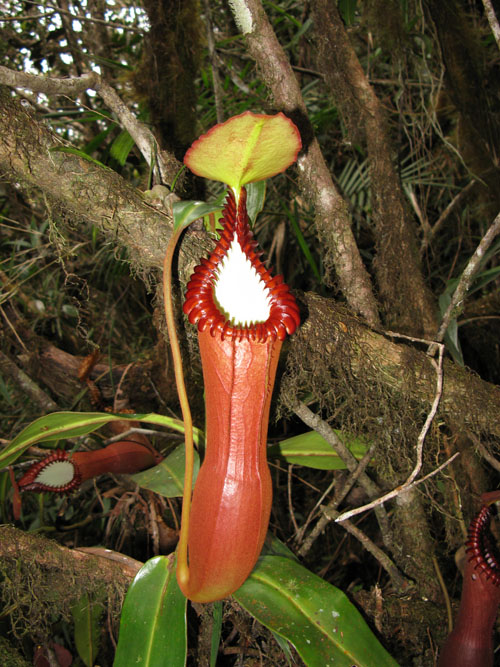
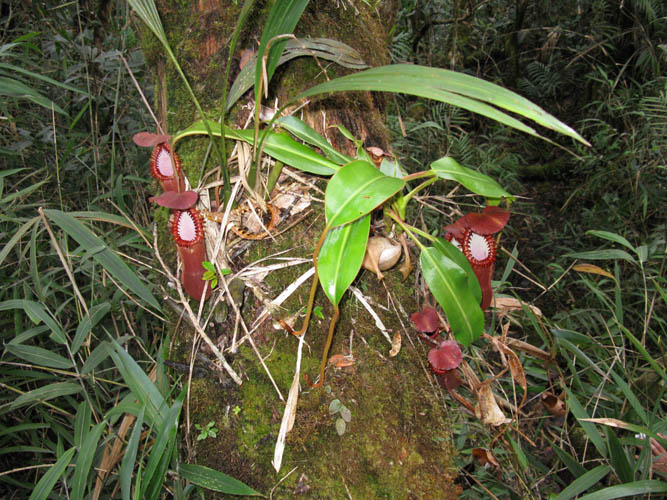
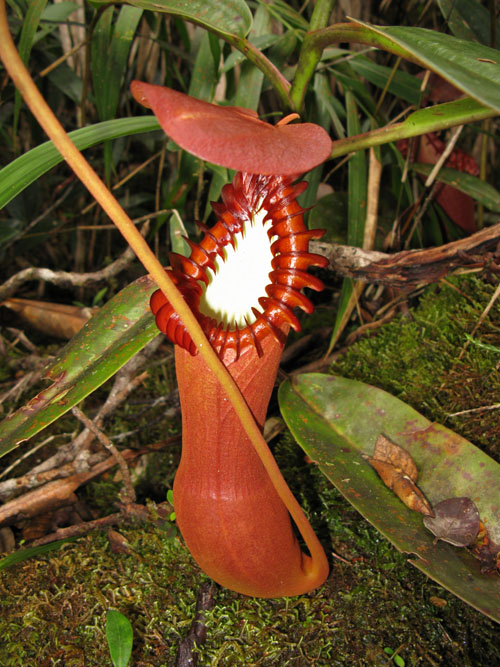